# Gloeopeniophorella
Gloeopeniophorella là một chi nấm phát triển trên thân gỗ mục trong họ Russulaceae, thuộc bộ Russulales. Gloeopeniophorella bao gồm sáu loài và được nhà nghiên cứu nấm người Brasil, Johannes Rick miêu tả khoa học lần đầu tiên năm 1934.